# (3215) Lapko
(3215) Lapko (1980 BQ; 1956 VH; 1981 GR1; 1981 JL2) ist ein ungefähr 20 Kilometer großer Asteroid des äußeren Hauptgürtels, der am 23. Januar 1980 von der ukrainischen (damals sowjetischen) Astronomin Ljudmyla Karatschkina am Krim-Observatorium (Zweigstelle Nautschnyj) auf der Halbinsel Krim (IAU-Code 095) entdeckt wurde. Er gehört zur Nocturna-Familie, einer Gruppe von Asteroiden, die nach (1298) Nocturna benannt ist.

## Benennung
(3215) Lapko wurde nach dem Chirurgen Konstantin Kusmitsch Lapko benannt, der Assistenzprofessor am Crimean medical institute war.